# Folke Nilsson (tävlingscyklist)
Carl Folke Nilsson, född 23 juni 1907, död 21 juni 1980 i Uppsala, var en svensk tävlingscyklist.
Nilsson vann svenska mästerskapet på 10 km 1928 och på 100 km 1929 samt erövrade inalles icke mindre än 14 lag-SM. Han tillhörde det lag, som vann bronsmedalj vid Olympiska sommarspelen 1932. Tack vare snabbhet i spurten var han även en ypperlig etapploppsryttare. Han representerade till 1927 IF Thor och därefter SK Fyrishof, där han 1937–1938 var ordförande. Han var även verksam som cykelhandlare i Uppsala.